# Cryptotis peruviensis
Cryptotis peruviensis is een zoogdier uit de familie van de spitsmuizen (Soricidae). De wetenschappelijke naam van de soort werd voor het eerst geldig gepubliceerd door Vivar, Pacheco & Valqui in 1997.

## Voorkomen
De soort komt voor in Peru.